# Římskokatolická farnost Vilémov u Golčova Jeníkova
Římskokatolická farnost Vilémov u Golčova Jeníkova je územním společenstvím římských katolíků v rámci havlíčkobrodského vikariátu královéhradecké diecéze.

## O farnosti

### Historie
V roce 1119 založili ve Vilémově svůj klášter benediktinští mniši. Klášter trval do roku 1421, kdy jej zničili husité. Pak byl obnoven, ale trval pouze krátký čas. Před polovinou 15. století zanikl definitivně. Pozdější farní kostel sv. Václava je barokní stavbou z 20. let 18. století.

#### Přehled duchovních správců
- 1691–1708 R.D. Matouš Landslarovský
- 1708–1748 R.D. Josef Vulterin
- 1748–1771 R.D. Jan Rubrici
- 1771–1772 R.D. Stanislav Vydra, SJ, farář (17. listopadu 1741 Hradec Králové – 3. prosince 1804 Praha)
- 1773–1793 R.D. Karl Ráček
- 1793–1834 R.D. Václav Pabíček
- 1834–1848 R.D. Václav Havelka
- 1848–1872 R.D. Michal Šafránek
- 1872–1903 R.D. Josef Teplý
- R.D. František Pospíšil, biskupský notář, děkan (1865 – 17. ledna 1928 Vilémov)
- 1904–1923 R.D. Vilém Kejzlar, biskupský notář, farář (14. října 1861 – 2. června 1923 Vilémov)
- 1924           R.D. Josef Jahoda
- 1924–1951 R.D. Josef Chadraba, děkan (12. března 1891 Vinaře – 16. dubna 1956 věznice Mírov), ve Vilémově zatčen
- 1951           R.D. Miroslav Stryhal (5. prosince 1915 – 20. prosince 1995), později administrátor v Pecce
- 1951–1972 R.D. Ladislav Grubner (18. června 1907 Staré Ransko – 9. července 1995 Charitní dům Moravice), později administrátor ve Skuhrově
- 1972–1973 R.D. ThDr. Josef Pokorný (20. září 1917 Křesetice – 10. října 2003 Pňov-Předhradí), později sídelní kanovník Královéhradecké kapituly
- 1973–1975  R.D. Oldřich Šmeral (14. dubna 1941 Pardubice – 17. července 2014 tragicky u Janova), naposled Lázně Bohdaneč
- 1977–1990 R.D. František Polreich (30. března 1911 – 17. května 1990 Vilémov), předtím administrátor v Jičíně
- 1991–1992 R.D. Mgr. Jaroslav Brožek, administrátor (* 24. října 1962 Chrudim), později výpomocný duchovní v Hradci Králové
- 1992–1995 R.D. Erik Tvrdoň (* 7. ledna 1961 Hradec Králové), později administrátor na Seči, v Běstvině a Bojanově
- 1995–1997 R.D. Mgr. František Mráz, později děkan v Jilemnici
- 1997–2003 R.D. PhDr. ThLic. Jaroslav Jáchym Šimek O.Praem. (* 3. června 1952, Nížkov), později opat Želivského kláštera
- 2003– 2004 R.D. Adrian Jaroslav Sedlák, O.Praem., (* 17. března 1970), později administrátor v Heřmanově Městci
  - 2003-2009 PhDr. ThLic Jaroslav Jáchym Šimek, O.Praem jmenován kaplanem
- 2004–2009 R.D. Tomáš Rastislav Höger, O.Praem. (* 28. dubna 1973)
- 2009 (srpen) R.D. Siard Dušan Sklenka, O.Praem. (* 9. prosince 1980), později administrátor v Lukavci
  - t. č. zde působil P. Gottschalk Karol Lovaš, OPraem. jako jáhen, vysvěcen na kněze až 29. srpna 2009
- 2009–2014 R.D. Mgr. Irenej Juraj Hlavačka, O.Praem. (16. září 1966 Šurany – 3. listopadu 2014 Vilémov)
- 2014–2015 R.D. Mgr. Hroznata Pavel Adamec, O.Praem. (administrátor ex currendo z Havlíčkova Brodu)
- 2015–2021 R.D. ThLic. Gabriel Burdej, farář (* 9. října 1973), později administráror v Novém Bydžově
- od 15. září 2021 R.D. ThMgr. Artur Kamil Różański, farář (* 8. září 1970 Vratislav)

### Současnost
Farnost má sídelního duchovního správce, který je zároveň ex currendo administrátorem ve farnosti Uhelná Příbram.
| Fotografie | Kostel                          | Místo     | Bohoslužba               | Bohoslužba                       | Poznámka        |
| ---------- | ------------------------------- | --------- | ------------------------ | -------------------------------- | --------------- |
|            | Kostel svatého Bartoloměje      | Heřmanice | 1. sudá sobota v měsíci  | 14.00                            | filiální kostel |
|            | Kostel svaté Máří Magdaleny     | Pařížov   | 1. lichá sobota v měsíci | 14.00                            | filiální kostel |
|            | Kaple svatého Antonína z Padovy | Úhrov     | neslouží se pravidelně   | neslouží se pravidelně           | obecní kaple    |
|            | Kostel svatého Václava          | Vilémov   | neděle středa pátek      | 08.45 16.00 v zimě, 17.00 v létě | farní kostel    |